# Eugene the Jeep
Eugene the Jeep (Eugene de Jeep) is een stripfiguur bedacht door Elzie Segar. Dit fictieve dier komt voor in de stripreeks Thimble Theatre uitgegeven door King Features Syndicate. De strips werden later hernoemd naar Popeye.
Het dier verscheen ook in de tekenfilms uitgebracht door Fleischer Studios en Hanna-Barbera.

## Fictieve oorsprong
Eugene the Jeep maakt zijn debuut op 9 augustus 1936 in de strip Wha's a Jeep? Hier legt professor Brainstine uit: "Een Jeep is een dier dat voorkomt in een derde dimensie, zoals onze wereld, maar zijn ontstaan deels dankt uit de vierde dimensie. In de vierde dimensie leven cellen die dezelfde elektrische vibraties hebben als bepaalde cellen van de Afrikaanse wilde hond. De cellen uit de vierde dimensie kunnen transporteren naar de derde dimensie. Als zij daar belanden in de buurt van een Afrikaanse wilde hond ontstaat er een aantrekkingskracht tussen beide vreemde cellen waardoor zij verstrengelen. Vervolgens treedt er een transmutatie op waardoor uit de Afrikaanse wilde hond een mysterieuze Jeep ontstaat."
In de strips was Eugene een geschenk van Olijfje aan Popeye. Zij verkreeg het dier via haar oom Ben die in Afrika op ontdekkingsreis is. De Jeep wordt voorgesteld als een geel dier. Hij heeft de grootte van een hond, gaat op zijn achterste poten en heeft een hoofd dat lijkt op dat van een beer. Verder heeft hij een grote neus, lange nagels en een vooruitstekende buik. Hij eet enkel orchideeën.
De Jeep kan niet spreken en het enige geluid hij maakt, lijkt op het woord "Jeep". Hij kan wel communiceren via lichaamstaal. Een Jeep kan niet liegen en zal altijd de waarheid uitbeelden, ook tegen oplichters. Verder heeft hij een hoge intelligentie. Hij kan zichzelf teleporteren en zelfs door muren gaan.
In de tekenfilmreeks wordt de Jeep beschreven als een hond. De Jeep wordt zelfs meerdere keren geïntroduceerd. 
- De eerste keer is in 1938 in de tekenfilm The Jeep. Daar geeft Popeye het dier als cadeau aan Olijfje en Erwtje met de eenvoudige uitleg: "De Jeep is een magische hond die zichzelf kan laten verdwijnen en andere dingen doet". In de tekenfilm ontsnapt Erwtje uit het huis van Olijfje en trekt hij door de stad. Popeye gebruikt de Jeep om Erwtje terug te vinden.
- De tweede keer is in 1940 in de tekenfilm Popeye presents Eugene The Jeep. Hier krijgt Popeye de Jeep van Olijfje via een pakjesman. In de begeleidende brief staat dat Popeye de Jeep 's nachts buiten moet houden, wat niet evident is.
- In de aflevering Jeep is Jeep uit 1960 is Popeye de oppas van Erwtje in zijn eigen huis. Popeye krijgt een postpakket aan met daarin een Jeep. Het dier werd als verjaardagscadeau geschonken door een maharadja uit India. In de begeleidende brief staat dat Eugene magische krachten heeft. Ondertussen heeft Erwtje het huis van Popeye verlaten. Popeye gebruikt de Jeep om hem te vinden.

## Trivia
- The Jeep is ook een bijnaam van Mr. Chad, het karakter dat vaak bij de graffiti Kilroy was here getekend werd. Net als Eugene the Jeep had Mr. Chad namelijk een enorme neus. Een andere bijnaam was The Goon, afgeleid van Alice the Goon, een ander stripfiguur dat in de Popeye-stripreeks voorkwam.[1]